# 久我三休
久我 三休（こが さんきゅう）は、戦国時代から安土桃山時代の人物。公卿久我家の出身。

## 経歴
久我家の系譜によれば、母は正室である武田元光の娘であるが、元光の娘は天文22年4月27日（1553年6月8日）に死去したことが知られている（『言継卿記』同年4月28日条）ため、誕生はそれ以前のことになる。父である晴通は甥である足利義輝・義昭の特使として大友氏に合計3回遣わされた経緯があり、大友氏と親密な関係があった。
はじめ本圀寺に出家して日勝と号したが、後年大友義鎮に招かれて豊後国へ下向し、還俗して三休と称した。のち上方へ戻り、山城国一尾庄などに閑居した。天正15年（1587年）死去。大友義鎮の娘との間に生まれた通春は後に三休の隠棲地に因んで家名を一尾氏と改め、江戸幕府に出仕している。また通春の子通尚（伊織）は茶人として高名をなした。

## 系譜
- 父：久我晴通（1519-1575）
- 母：武田元光の娘（?-1553）
- 妻：テクラ - 大友義鎮の次女
  - 男子：一尾通春
- 生母不明の子女
  - 女子
  - 女子